# Hermann Cordua (Mediziner)

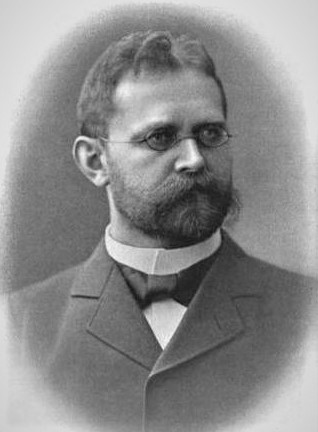
Hermann Cordua

Johann Carl Ernst Hermann Cordua (* 19. Januar 1852 in Sülze i. M.; † 31. Oktober 1905 in Hamburg) war ein deutscher Chirurg.

## Leben
Hermann Cordua war ein Sohn des namensgleichen mecklenburgischen Theologen Hermann Cordua, der wegen seiner politischen Betätigung 1848, als er Mitglied der Mecklenburgischen Abgeordnetenversammlung wurde, sein geistliches Amt aufgeben musste und Privatlehrer geworden war.
Er besuchte die Große Stadtschule in Rostock und studierte ab 1871 Humanmedizin an den Universitäten Rostock, Erlangen und wieder Rostock. Seine Anfang 1876 vorgelegte Dissertation Ueber den Mechanismus der Resorption von Blutergüssen wurde preisgekrönt. Ostern 1876 erhielt er die Approbation. 1876/77 war er Assistent am Pathologischen Institut der Universität Göttingen bei Emil Ponfick.
Am 5. November 1877 kam er als Assistenzarzt an das Allgemeine Krankenhaus St. Georg in Hamburg, um seine chirurgische Ausbildung bei Erich Martini zu erhalten. 1879 erhielt er als externer Assistenzarzt, später Sekundärarzt, die Leitung der chirurgischen Poliklinik, war aber in den ersten Jahren daneben noch auf der chirurgischen Station unter Martini und ab 1880 Max Schede tätig. 1880 übernahm er dazu eine chirurgische Abteilung des Kinderhospitals in Hamburg-Borgfelde. 1889 wurde die Chirurgische Poliklinik des Allgemeinen Krankenhauses auch formell selbständig. Beide leitenden Stellungen hat Cordua bis an sein Lebensende ausgefüllt.
Neben seiner Tätigkeit in den Krankenhäusern war Cordua einer der beschäftigtsten Ärzte und Chirurgen Hamburgs und Gutachter in Unfall- und Lebensversicherungsfragen. Er war im Vorstand des Ärztlichen Vereins und ab 1895 der Ärztekammer. Seine Forschungsarbeiten beziehen sich zum großen Teil auf die Bauchchirurgie; besonders bemerkenswert waren seine Veröffentlichungen über Darminvagination und über Pylorushypertrophie bei Kindern. Im Jahr 1893 war er der erste, der eine Operation der angeborenen Pylorusstenose durchführte. Der mit einer Jejunostomie versorgte Säugling überlebte den Eingriff jedoch nicht. Cordua setzte sich für die Einführung des Zinkleims in die chirurgische Verbandstechnik ein.

## Werke
- Ueber den Mechanismus der Resorption von Blutergüssen: von der medicinischen Facultät der Universität Rostock … gekrönte Preisschrift. Adler, Rostock 1876 (Digitalisat, Bayerische Staatsbibliothek)